# آگوستین کانتربری
آگوستین کانتربری (به انگلیسی: Augustine of Canterbury) یا سنت آگوستین (به انگلیسی: St Augustine) (درگذشتهٔ ۶۰۴) یکی از قدیسان مسیحی است و کشیشی بود که همراه با ۴۰ راهب دیگر از رم به انگلستان فرستاده شد تا آیین مسیحیت را به آنگلو-ساکسونها بیاموزد. او توانست اتلبرت، شاهِ کِنت را به دین مسیح درآورد و کلیسایی را در کانتربری، پایتخت پادشاهی او بنا سازد. آگوستین، نخستین اسقف کانتربری به‌شمار می‌رود.

## زندگی‌نامه

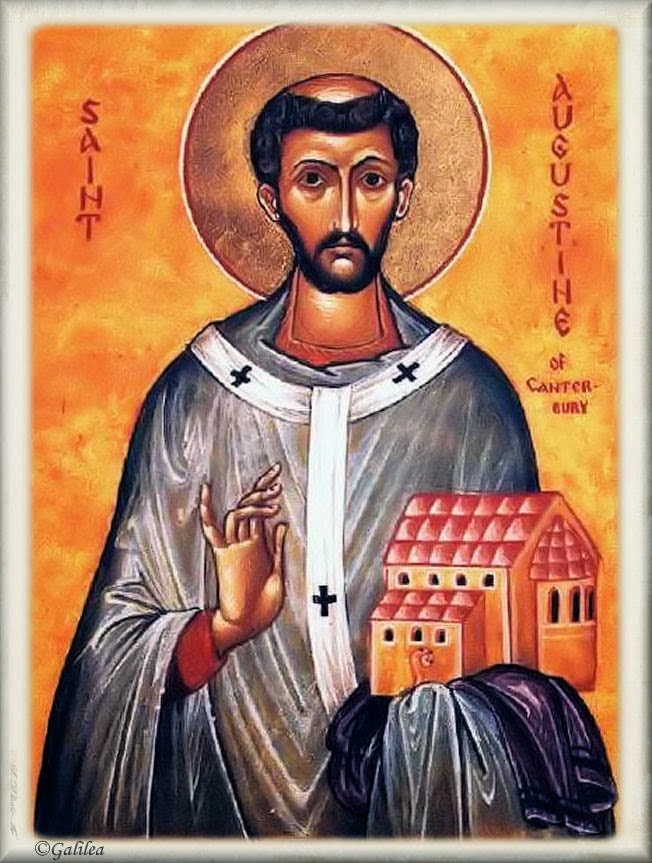

آگوستین راهبی مسیحی و احتمالاً زادهٔ رم بود که در ۵۹۶ توسط پاپ گرگوری یکم همراه با ۴۰ راهب دیگر برای آنکه آنگلو-ساکسون‌ها را به دین مسیح درآورد به انگلستان فرستاده شد. راهبان وارد ثانت شدند و به‌گرمی مورد استقبال اتلبرت، شاه کنت که همسرش پیشتر به مسیحیت گرویده بود قرار گرفتند. آگوستین و همراهانش که اقامتگاهی در کانتربری در اختیارشان گذاشته شده بود در آنجا خود را وقف انجام اعمال و سخنرانی‌هایی مذهبی نمودند. گرویدن و غسل تعمید یافتن شاه اتلبرت تأثیر فراوانی در به نتیجه رسیدن تلاش‌هایشان داشت و آگوستین در ۵۹۷ به عنوان اسقف انگلستان تقدیس شد. او سپس کلیسایی را در کانتربری ساخت و خود نخستین اسقف کانتربری لقب گرفت. آگوستین در ۶۰۴ میلادی در کانتربری در کنت درگذشت.

## نامه از طرف پاپ دربارهٔ ممنوعیت ازدواج با محارم
نامه‌ای به آگوستین کانتربری، که به احتمال زیاد توسط پاپ گریگوری یکم در آغاز قرن هفتم میلادی نوشته شده است، این نامه بخش زیادی از سنت مسیحی در مورد ازدواج خویشاوندی را به‌طور دقیق خلاصه می‌کند و نمونه‌ای از یک نگرش تفسیری، حقوقی و به‌طور فزاینده فرهنگی گسترده است که در سراسر دوران باستان متاخر و پس از آن غالب بوده است:
ازدواج با نامادری گناه بزرگی است، زیرا در قانون آمده است: «تو نباید برهنگی پدرت را کشف کنی» (لاویان ۱۸:۷). اکنون پسر نمی‌تواند برهنگی پدرش را کشف کند. بلکه نوشته شده است: «آن دو یک تن خواهند بود» (erunt duo in carne una, Genesis 2:24): کسی که جسارت کند و برهنگی نامادری خود را که با پدرش یک تن بودند (quae una caro cum patre fuit) آشکار کند، همزمان برهنگی پدرش را نیز آشکار می‌کند. همچنین ازدواج با همسر برادر ممنوع است، زیرا او در ازدواج قبلی با برادرش یک تن شده بود (caro fratris fuerit facta).15